# Casa Diocesana d'Espiritualitat (les Masies de Voltregà)
La Casa Diocesana d'Espiritualitat és una obra de les Masies de Voltregà (Osona) inclosa a l'Inventari del Patrimoni Arquitectònic de Catalunya.

## Descripció
Edifici de planta baixa i dos pisos, format per un sol cos de planta rectangular. La porta d'entrada és d'arc de mig punt i les obertures són quadrades o rectangulars, petites, i disposades d'una manera ordenada. A l'altura del primer pis hi ha un escut amb la data de 1942.

## Història
Aquest edifici es va construir en part, sobre el solar de tres antigues cases; una d'elles era una quadra amb un pis a sobre, propietat del Santuari de la Gleva; una altra amb uns grans baixos i dos pisos que servia d'escola i d'allotjament de forasters i l'altra era la casa de l'Ermità, on hi vivien els antics ermitans que més tard foren sagristans i campaners. des que es va construir, el 1940, va ser Seminari Menor de la Diòcesi de Vic, fins al 1950. El 1961 es va remodelar i passà a ser Casa d'espiritualitat, a càrrec de les germanes Carmelites de la caritat.